# Wacholdergelände bei Bleckhausen
Das Wacholdergelände bei Bleckhausen ist ein Naturschutzgebiet im Landkreis Vulkaneifel in Rheinland-Pfalz. Es liegt südöstlich der Gemeinde Bleckhausen im Forstdistrikt „Etgestalerkopf“ und nördlich der Stadt Manderscheid. Es ist mit rund drei Hektar das größte seiner Art in der gesamten Eifel. Die nach Süden ausgerichtete Lage des Hangs, auf dem sich das Schutzgebiet befindet, und der kalkreiche Boden der Eifel haben hier sehr eindrucksvolle Wacholderbestände gefördert, die außerhalb der Eifel in Mitteleuropa selten anzutreffen sind. Das Naturschutzgebiet wurde von der Bezirksregierung Trier per Rechtsverordnung vom 17. November 1937 ausgewiesen.